# Dave Schubert
Dave Schubert (? – asi 6. ledna 2023 ) byl americký profesionální fotograf uznávaný pro své fotografie skateboardingu a graffiti.

## Život a kariéra
Dave Schubert dostal svůj první fotoaparát, když mu bylo šest let, jako dárek od svého otce. Jeho otec byl v letectvu, takže Schubert se jako dítě často stěhoval.
Schubert se přestěhoval do San Francisca, aby studoval ve škole, a v 90. letech začal zasílat fotografie do časopisu Slap. Schubertovy snímky se zaměřují na graffiti a skateboardingové komunity ve městě a zobrazují skateboarding a graffiti v San Franciscu 90. let a počátku 21. století. Schubert se po celý život zajímal o pouliční kulturu a fotografii.
Schubert založil a vydal uznávaný graffiti zin s názvem Graffiti Document. Kromě Slapu se Schubertovy fotografie objevily ve skateboardových časopisech a také v amerických kulturních časopisech včetně Mass Appeal.
V roce 2006 se Schubert zúčastnil skupinové umělecké výstavy v Kodani v Dánsku ve V1 Gallery ve spojení se skupinou ARKITIP. Schubertovo dílo viselo po boku řady dalších umělců jako byli například: CR Stecyk III, Don Pendleton, Ed Templeton, Geoff McFetridge, Harmen Lieburg, Kaws, Ryan Waller, Shepard Fairey a Space Invader. V roce 2022 se Schubert zúčastnil charitativní umělecké výstavy „Power of Pablo“ pořádané nadací Pabla Ramireze a daroval fotografii vystavenou po boku dalších umělců jako byli například Mark Gonzales, Sean Green, Haroši a dalších.